# NASCAR Craftsman Truck Series de 1997
A Temporada da NASCAR Craftsman Truck Series de 1997 foi a terceira edição da NASCAR Camping World Truck Series, com 26 etapas disputadas o campeão foi Jack Sprague.